# Bruno Aguilera-Barchet
Bruno Aguilera-Barchet (Madrid, 1956) es un historiador del derecho español,

## Biografía
Nacido en 1956 en Madrid,. Estudió en el Colegio Estudio. Es catedrático de la Universidad Rey Juan Carlos de Madrid. Ha dirigido el Instituto de Estudios Jurídicos Internacionales. Es autor de obras como Historia de la letra de cambio en España (seis siglos de práctica trayecticia) (Tecnos, 1988), Introducción jurídica a la Historia del Derecho (Madrid, 1994), Iniciación histórica al Derecho musulmán (2007), Entre Estado y nación. Sociedad, poder y derecho, de la prehistoria a la integración europea (Instituto de Estudios Jurídicos Internacionales, 2011) o A History of Western Public Law. Between Nation and State (Springer, 2015), entre otras. En colaboración ha escrito también textos como Estado y Derecho en España. Un ensayo de historia comparada. I. Las bases: de los orígenes al año 711 (Instituto de Estudios Jurídicos Internacionales, 2010), junto a Isabel Farjardo, Miguel Ángel Morales y Alberto Muro.